# Philophrosyne (mjesec)
S/2003 J 15 je prirodni satelit planeta Jupiter iz grupe Ananke, otkriven 2003. godine. Retrogradni nepravilni satelit s oko 2 kilometra u promjeru i orbitalnim periodom od 699.676 dana.
S/2003 J15 je “krštena” po Philophrosyne praunuci Zeusa i sestri Eufemije koja utjelovljuje dobrotu i dobrodošlicu.